# Afrikanische Eierschlangen
Die Afrikanischen Eierschlangen (Dasypeltis) sind eine Gattung der Familie der Nattern (Colubridae) in der Unterfamilie der Land- und Baumnattern (Colubrinae).

## Beschreibung

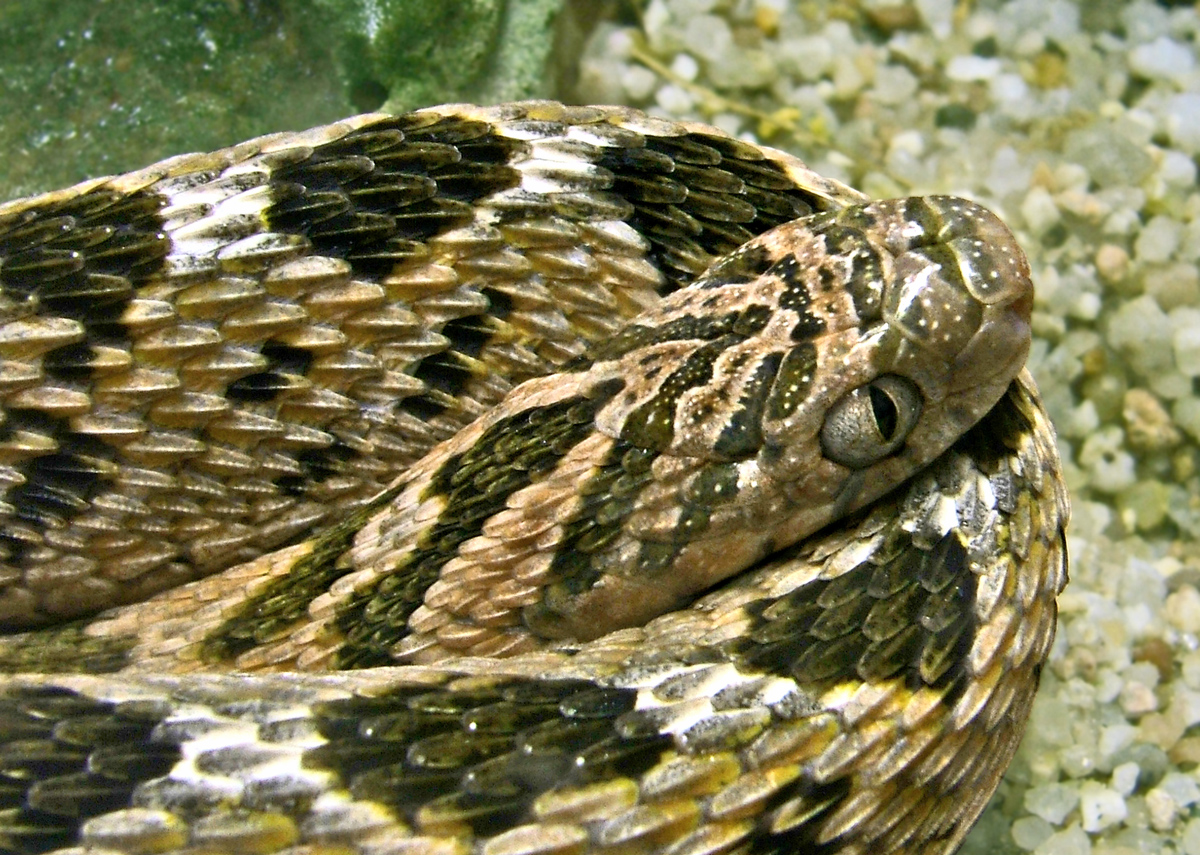
Alle Afrikanischen Eierschlangen besitzen vertikale elliptische Pupillen

Dasypeltis-Arten sind schlanke, eher zierliche Schlangen mit einem kleinen, stumpfen Kopf, der nur wenig vom Körper abgesetzt ist. Sie erreichen eine Länge von 50 bis 110 cm, wobei die weiblichen Tiere etwas größer sind als die Männchen. Ihre Pupillen haben eine vertikal elliptische Form. Den Arten gemeinsam ist das Fehlen der Loreal-Schuppe am Kopf. Die halbgeteilte Nasalschuppe mit der Nasenöffnung grenzt deshalb direkt an die Präokulare. Das mittlere Kinnschild ist nicht durch eine Mentalgrube geteilt. Die 23 bis 27 Reihen von Körperschuppen sind stark gekielt. Bei drei bis vier Schuppenreihen an den Körperseiten sind diese Kiele zusätzlich fein gesägt. Die Färbung der einzelnen Arten, vor allem der Gewöhnlichen Eierschlange, variiert sehr stark, was eine korrekte Bestimmung schwierig macht. Die Grundfarben reichen von hellbraun über grau bis dunkel oliv. Oft sind schwarze Flecken in wechselnder Dichte vorhanden.
Eierschlangen sind ungiftig. Sie besitzen pro Kiefernhälfte nur zwischen 3 und 7 kleine Zähne, die im Zahnfleisch verborgen sind und beispielsweise die menschliche Haut nicht durchdringen können.

## Verbreitung und Lebensräume
Die Vertreter der Gattung sind heimisch in Afrika südlich der Sahara. Reliktische Vorkommen der weitverbreiteten Art Dasypeltis scabra gibt es jedoch auch noch im Atlas-Gebirge (SW-Marokko) sowie im Südwesten der Arabischen Halbinsel.
Die bevorzugten Lebensräume reichen von Savannen bis zu lichten Wäldern und Kulturland. Wüsten und geschlossene, tropische Wälder werden gemieden.

## Verhalten und Lebensweise

### Tagesrhythmus
Afrikanische Eierschlangen sind dämmerungs- und nachtaktiv. Tagsüber verstecken sie sich gern in Termitenbauten. Sie sind gute Kletterer und Schwimmer.

### Ernährung

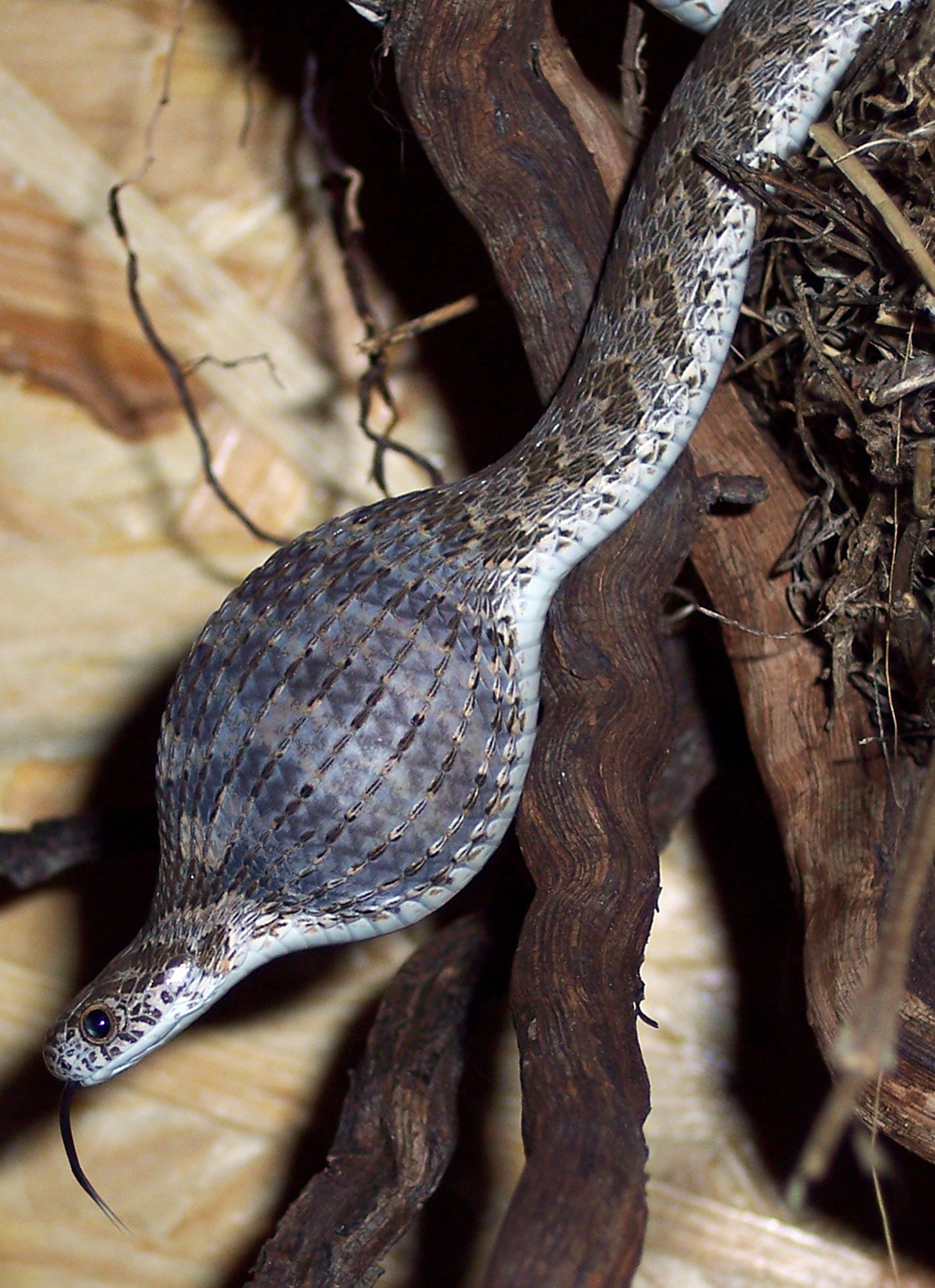
Eierschlange nach dem Verzehr eines Zwergwachteleis

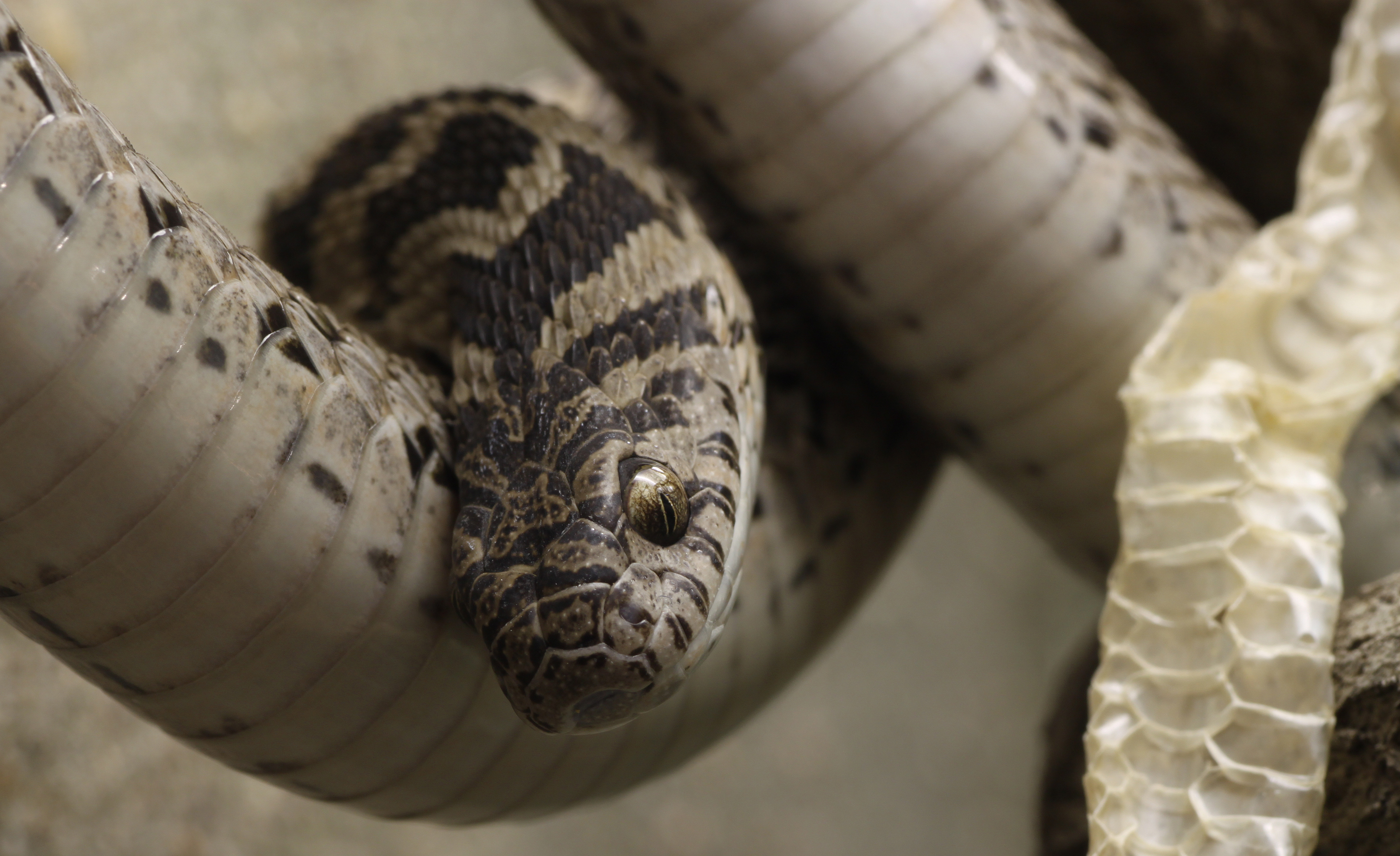
Gewöhnliche Eierschlange bei der Häutung

Zusammen mit der Indischen Eierschlange (Elachistodon westermanni) sind die Afrikanischen Eierschlangen die einzigen rein oviphagen (eierfressenden) Schlangen der Welt. Gelegentliche Oviphagie hingegen kommt bei mehreren Nattern vor. Je nach Teilareal können die Arten und Populationen auf unterschiedliche Vogelarten spezialisiert sein. In den Savannen klettern Eierschlangen regelmäßig in Bäume, um an die Nester von Webervögeln der Gattung Ploceus zu gelangen.
Hat die Schlange ein Nest mit frischen Eiern gefunden, prüft sie zunächst durch Abtasten mit der Kopfunterseite, ob sie das Ei von der Größe her bewältigen kann. Anschließend schiebt sie ihre extrem beweglichen Kiefer über das Ei und gibt dabei Speichel auf dessen Oberfläche ab. Die sehr elastische Haut im vorderen Körperabschnitt ist auf das drei- oder vierfache dehnbar, so dass erwachsene Eierschlangen, die etwa daumendick sind, Eier bis zur Größe eines Hühnereis verschlucken können. Geöffnet wird das Ei, indem es an nach unten in die Speiseröhre ragenden Fortsätzen der Wirbel 17 bis 38 entlanggedrückt wird. Die vorderen dieser mit Zahnschmelz überzogenen Fortsätze (Hypapophysen) schlitzen das Ei auf. Durch Kontraktion der Muskeln in diesem Körperabschnitt wird das Ei dann an den verbreiterten mittleren Hypapophysen zerdrückt und der flüssige Inhalt verschluckt. Die entleerte Eierschale wird dabei zu einem wurstförmigen Speiballen komprimiert. Nach vorn gerichtete Wirbelfortsätze in einem weiteren Abschnitt verhindern, dass die Eischale in den Magen rutscht. Sie wird stattdessen durch antiperistaltische Bewegungen wieder zum Kopf befördert und ausgewürgt. Faule oder schon länger bebrütete Eier werden nicht gefressen. Im Norden und Süden ihres Verbreitungsgebiets müssen Dasypeltis-Arten, bedingt durch die zeitlich begrenzte Brutzeit der Vögel, etwa sechs- bis achtmonatige Fastenperioden überdauern können. Sie zehren in dieser Zeit vom Körperfett, das sie in der Brutzeit der Vögel angelegt haben.

### Feindverhalten
Potenzielle Fressfeinde sind vor allem ophiophage (schlangenfressende) Schlangen wie Lianennattern, Kobras und Boomslangs, aber auch Paviane und Wildschweine. Wegen ihrer schwachen Bezahnung und fehlender Giftdrüsen sind die Dasypeltis-Arten wehrlos. Sie imitieren mit ihrem Aussehen und Verhalten jedoch Giftschlangen und sind aufgrund dieser Mimikry relativ gut geschützt. Die Tatsache, dass in ihrem großen Verbreitungsgebiet ganz unterschiedliche Giftschlangen vorkommen, ist nach Ansicht von Evolutionsforschern auch der Grund für die große farbliche Variabilität der Eierschlangen. So imitieren die in verschiedenen Regionen Afrikas vorkommenden Populationen je nach den sympatrisch vorkommenden Vorbildern Echis-Arten (z. B. Echis pyramidum), Puffottern (z. B. Bitis caudalis), Buschvipern, Sumpfvipern (Proatheris superciliaris) oder Krötenvipern wie Causus rhombeatus. Zusätzlich können sich die Tiere aufrichten, ihren Vorderkörper leicht aufblähen und nach dem Feind stoßen. Eine andere Form des Abwehrverhaltens besteht darin, dass sie ihren Körper in parallel liegende U-förmige Schleifen legen und dabei ständig bewegen, so dass die gerippten Schuppenkiele an den Körperseiten aneinander reiben und ein charakteristisches Geräusch erzeugen, das dem von giftigen Sandrasselottern ähnelt.

## Systematik und Forschungsgeschichte
Die Gattung Dasypeltis wurde 1830 von Johann Georg Wagler aufgestellt, nachdem die Tiere vorher meist in die Gattung Coluber eingeordnet worden waren. Im Jahr 1834 beobachtete und beschrieb der französische Naturforscher Claude Jourdan erstmals die Ernährung und wies auf die anatomischen Besonderheiten hin. Eine detaillierte Untersuchung dieses Verhaltens und der ihnen zugrunde liegenden Anpassungen wurde 1952 von dem deutschen Ingenieur und Zoologen Carl Gans vorgelegt. Der gleiche Autor veröffentlichte 1959 auch eine Revision der Gattung.
Laut Reptile Database werden 18 Arten unterschieden (Stand: Mai 2023):
- Dasypeltis abyssina (Duméril, Bibron & Duméril, 1854)
- Dasypeltis arabica Broadley & Bates, 2018
- Dasypeltis atra Sternfeld, 1912
- Dasypeltis bazi Saleh & Sarhan, 2016
- Dasypeltis confusa Trape &Mané, 2006
- Dasypeltis congolensis Trape, Mediannikov, Chirio & Chirio, 2021
- Dasypeltis crucifera Bates, 2018
- Dasypeltis fasciata Smith, 1849
- Dasypeltis gansi Trape & Mané, 2006
- Dasypeltis inornata Smith, 1849
- Dasypeltis latericia Trape & Mané, 2006
- Dasypeltis loveridgei Mertens, 1954
- Dasypeltis medici Bianconi, 1859
- Dasypeltis palmarum (Leach, 1818)
- Dasypeltis parascabra Trape, Mediannikov & Trape, 2012
- Dasypeltis sahelensis Trape & Mané, 2006
- Dasypeltis scabra (Linnaeus, 1758)
- Dasypeltis taylori Bates & Broadley, 2018

## Weiterführende Literatur
- Carl Gans: The Functional Morphology of the Egg-Eating Adaptations in the Snake Genus Dasypeltis. Zoologica 37 (1952): 209–244.
- Carl Gans: A taxonomic revision of the African snake genus „Dasypeltis“ (Reptilia: Serpentes). Annales du Musée Royal du Congo Belge 74 (1959).